# Refrén
Refrén (fr. refrain) je opakovaná část písně nebo básně, následující obvykle po každé sloce. Refrén má pokaždé stejnou melodii a obvykle i stejná slova. Refrén je především obvyklou součástí skladeb lidové i populární hudby.

## Příklad
Například u básně Edison Vítězslava Nezvala máme příklad refrénu, který má stále stejnou melodii, avšak v první části básně má jiná slova, než ve druhé části.

1. Refrén

„Bylo tu však něco těžkého co drtí

smutek, stesk a úzkost z života i smrti“

2. Refrén

„Bylo tu však něco krásného co drtí

odvaha a radost z života i smrti“